# Mathias Fischer
Mathias Jan Fischer (ur. 30 lipca 1971 w Koźle) – niemiecki koszykarz polskiego pochodzenia występujący na pozycji rozgrywającego, od zakończenia kariery zawodniczej trener koszykarski, obecnie trener niemieckiego Walter Tigers Tuebingen.
W latach 2004–2006 był asystentem trenera w zespole RheinEnergie Kolonia, w którym występował Marcin Gortat. Zdobyli wspólnie mistrzostwo Niemiec w 2006 roku oraz puchar Niemiec w 2005.
9 sierpnia 2016 został trenerem PGE Turowa Zgorzelec. 28 listopada 2017 opuścił klub. Dzień później zawarł umowę z niemieckim Walter Tigers Tuebingen.

## Osiągnięcia
Na podstawie, o ile nie zaznaczono inaczej.
Drużynowe
- Mistrz:
  - Niemiec (2006 jako asystent)
  - Austrii (2010)
- Wicemistrz Austrii (2011, 2012)
- Zdobywca: 
  - pucharu:
    - Niemiec (2005 jako asystent)
    - Austrii (2010–2012)

  - Superpucharu Austrii (2011, 2012)
- Final Four pucharu Niemiec (2013, 2014)
- Awans do I ligi niemieckiej:
  - kobiet (1997 jako asystent)
  - mężczyzn (2001 jako asystent)

Indywidualne
- Trener roku ligi austriackiej (2010, 2012)
- Trener jednej z drużyn podczas meczu gwiazd ligi austriackiej (2010)